# Departament Uzupełnień Ministerstwa Spraw Wojskowych
Departament Uzupełnień Ministerstwa Spraw Wojskowych (Dep. Uzup. MSWojsk.) – jednostka organizacyjna Ministerstwa Spraw Wojskowych w II Rzeczypospolitej.

## Formowanie i zmiany organizacyjne
Biuro Uzupełnień Ministerstwa Spraw Wojskowych powołane zostało rozkazem Ministerstwa Spraw Wojskowych z 17 lipca 1928 roku. Swoją działalność rozpoczęło 6 sierpnia 1928. Nowo powstała komórka przejęła wszystkie czynności dotychczasowego wydziału poborowego Departamentu Piechoty.
Z dniem 31 lipca 1931 roku Biuro Uzupełnień przemianowano na Departament Uzupełnień bez zmiany kompetencji.

## Struktura organizacyjna
Skład Biura Uzupełnień
- wydział uzupełnień
- wydział administracji
- wydział koni i podków przewozowych
- wydział badań antropologicznych i psychotechnicznych
- referat personalny

## Obsada personalna departamentu
Pokojowa obsada personalna departamentu w marcu 1939 roku
- szef departamentu – płk dypl. piech. Ludwik Lichtarowicz
- zastęca szefa departamentu – płk dypl. piech. Roman Borzęcki
- oficer sztabowy ds. inspekcji KRU – ppłk piech. Tadeusz Deschu
- oficer sztabowy ds. inspekcji KRU – ppłk dypl. piech. Franciszek Grabowski
- oficer sztabowy ds. inspekcji KRU – ppłk piech. inż. Stanisław Jan Śliwiński

Wydział Administracji Rezerw
- szef wydziału – ppłk piech. Michał Głowacki
- kier. referatu ewidencji – mjr adm. (piech.) Julian Antoni Skąpski
- kier. referatu – mjr piech. Józef Adolf Faltus
- kier. referatu – kpt. adm. (art.) Skiba Michał
- kier. referatu – kpt. adm. (piech.) Witold Sylwester Tettamandi[b] (od IV 1933[8])

Wydział Uzupełnień
- szef wydziału – ppłk piech. Wilhelm Hörl
- kierownik referatu – kpt. adm. (piech.) Aleksander Mogielnicki
- kierownik referatu – kpt. adm. (piech.) Bolesław Zygmunt Piątkowski (od 1 VIII 1933[9])
- kierownik referatu – kpt. piech. Adolf Wierzbicki